# Palermo (Californië)
Palermo is een plaats in Butte County in Californië in de VS.

## Geografie
De totale oppervlakte bedraagt 101,1 km² (39,0 mijl²) waarvan 101,1 km² (39,0 mijl²) land is en 0,03% water is.

## Demografie
Volgens de census van 2000 bedroeg de bevolkingsdichtheid 56,6/km² (146,5/mijl²) en bedroeg het totale bevolkingsaantal 5720 als volgt onderverdeeld naar etniciteit:
- 77,99% blanken
- 0,58% zwarten of Afrikaanse Amerikanen
- 5,89% inheemse Amerikanen
- 2,40% Aziaten
- 0,12% mensen afkomstig van eilanden in de Grote Oceaan
- 7,87% andere
- 5,16% twee of meer rassen
- 15,59% Spaans of Latino

Er waren 1.989 gezinnen en 1.501 families in Palermo. De gemiddelde gezinsgrootte bedroeg 2,87.

## Plaatsen in de nabije omgeving
De onderstaande figuur toont nabijgelegen plaatsen in een straal van 16 km rond Palermo.